# فن أوروك

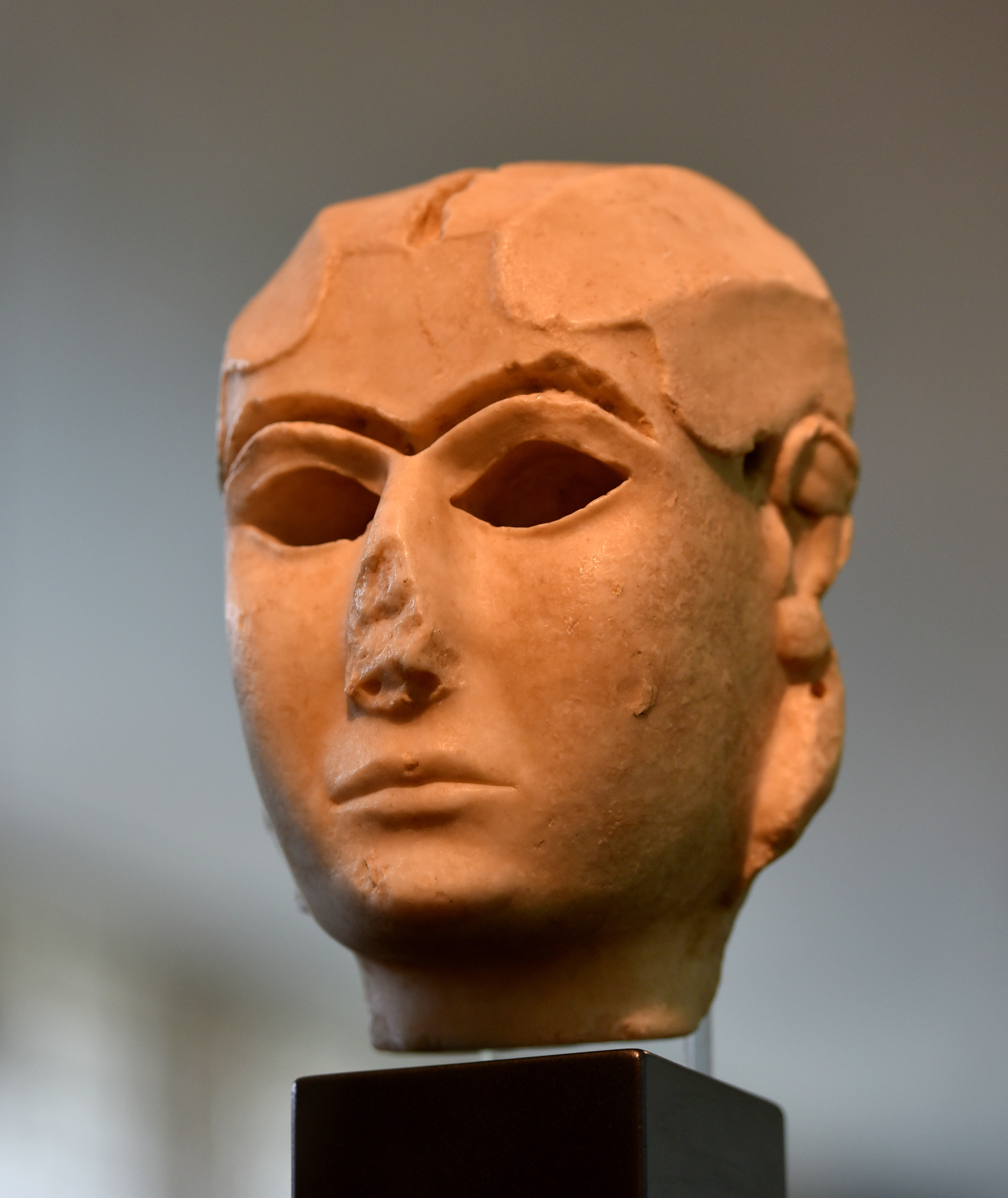

يشمل فن أوروك (الوركاء اليوم) المنحوتات والأختام والفخار والعمارة والفنون الأخرى المنتجة في أوروك، وهي مدينة قديمة في جنوب بلاد ما بين النهرين ازدهرت خلال فترة أوروك بين نحو 4200- 3000 قبل الميلاد. استمرت المدينة في التطور والازدهار حتى عصر فجر السلالات المبكر (بلاد ما بين النهرين) نحو 2900- 2350 قبل الميلاد. يُعد موقع أوروك الذي هو من المدن الأولى –ويُسمى اليوم الوركاء في العراق- دليلًا على التقسيم الطبقي الاجتماعي والدين الرسمي والإدارة المركزية وما يصنفه مؤرخو الفن على أنه فن وعمارة عالية، والموقع الأول في التاريخ الطويل لفن بلاد ما بين النهرين. يُظهر الكثير من فن أوروك مهارة عالية وغالبًا ما يُصنع باستخدام مواد ثمينة.

## النحت
عُثر على المنحوتات النذرية التي كانت تماثيل صغيرة على شكل حيوانات في أوروك. استخدمت هذه التماثيل أسلوبًا يمزج بين العناصر الطبيعية والمجردة من أجل التقاط الجوهر الروحي للحيوان، بدلًا من تصوير الشكل الدقيق وتشريحه بالكامل. ربما يحل استخدام أشكال الحيوانات كمعروضات نذرية بدلًا من الأشكال البشرية محل الطقس الفعلي للتضحية بالحيوانات، ويجعلها أبدية من خلال ترك صورة الحيوان الذي ضُحي به في المعبد. اكتُشف العديد من هذه المعروضات النذرية بأشكال حيوانية خلال المستوى الثالث من عصر أوروك (نحو 3000 قبل الميلاد) وكانت تُقدم للإلهة إنانا مقابل نعمها.
عُثر في أوروك على مجموعة من الأشياء التي سمّاها المنقبون كلاينفوندي أو «الاكتشافات الصغيرة». تتألف هذه المجموعة من أشكال لحيوانات مطعمة بالحجر، وأوانٍ من الممكن أنها استُخدمت في طقوس المعبد الدينية، ولم تُستعمل بعد ذلك الوقت فدُفنت في الأرض المقدسة بدلًا من التخلص منها بشكل غير رسمي. يُمكن استخدام الأشكال الحيوانية المماثلة كتمائم أو مقابض للأختام الاسطوانية.

### الفن السردي
تُعد أوروك أيضًا مكانًا عُثر فيه على اثنين من أقدم الأمثلة على الفن السردي، وهما إناء الوركاء وحوض الوركاء. على الرغم من أن حوض الوركاء لا يمكن أن يكون بمثابة حوض، فإن الحجر الجيري لحوض الوركاء يمكنه أن يعمل كصنم في معبد إنانا، ويظهر عليه قطعان من الأغنام والحملان منحوتة بشكل بارز، تُصور وهي تقترب من مبنى مصنوع من القصب. قد يدل هذا المشهد -بحسب المتحف البريطاني حيث يُحفظ الحوض- على خصوبة القطيع طالما أنه تحت رعاية إنانا، على الرغم من أن فكرة «الحيوانات الخارجة من الكوخ» قد ترتبط أيضًا بالممارسات الزراعية التي يفصل من خلالها الرعاة النعاج عن الحملان خلال النهار للمساعدة في الحفاظ على حليب النعجة.
يصور إناء الأوروك أو الوركاء مأدبة دينية ربما ترتبط بمهرجان زراعي، ذو علاقة بالطقوس التي تشمل الإلهة إنانا. يُقسم الإناء إلى أربع خانات، تُصور الخانة السفلية الماء والنباتات وسنابل القمح، بينما تصور الخانة الثانية الأغنام التي تتجه نحو اليمين وتصور الخانة الثالثة كهنة عراة يتجهون نحو اليسار يحملون الأواني والجرار لتقديمها قربانًا للإلهة، وفي الخانة الأخيرة العليا «الملك الكاهن» (هذا الجزء متضرر) يتحرك مرافقوه إلى الجهة اليمينية للاقتراب من إنانا نفسها، التي يمكن التعرف عليها من خلال بوابتي القصب المؤديتين إلى معبدها المليء بالقرابين خلفها. يعكس ترتيب الخانات بهذا الشكل من الأسفل إلى الأعلى، التسلسل الهرمي الاجتماعي ويمثل بحرية تامة الإدارة المرتبة التي حُددت في مدينة أوروك.

### قناع الوركاء
إلى جانب الفن السردي، يُعد الرأس الرخامي لإحدى الإلهات وقناع الوركاء أو سيدة الوركاء التي تمثل على الأغلب إنانا، أشهر الأمثلة على النحت الموجود في أوروك. اكتُشف الرأس في منطقة إنانا في أوروك ويعود تاريخه إلى نحو 3100 قبل الميلاد، ومن المحتمل أنه من أقدم المنحوتات المعروفة بالحجم الطبيعي. طُعم وجه النحت بالحجارة الكريمة مثل اللازورد على الأرجح. كان الرأس ينتمي ذات مرة إلى تمثال مركب أكبر حجمًا للإلهة، وصُنع على الأرجح من الخشب.
يحتوي الأسلوب على عناصر مجردة -مثل الحاجبين- كانت مطعمة بالحجر، وكذلك على العناصر الطبيعية مثل الخدين والشفاه الناعمة والمستديرة، كما هو الحال مع تماثيل الحيوانات النذرية.

## الأختام
ابتداءً من فترة أوروك الوسطى، تم استبدال أختام الطوابع التقليدية بأختام أسطوانية.:212 كانت أوروك أول حضارة تستخدم الأختام الأسطوانية، وهي ممارسة من شأنها أن تتغلغل في نهاية المطاف في الشرق الأدنى القديم بأكمله، وكذلك اليونان في العصر البرونزي.:54 استخدمت الأختام الأسطوانية من قبل الأفراد وكانت بمثابة علامة على هوية الفرد حيث كانت بمثابة توقيع واستخدمت في تسيير المستندات. :54 وكانت الأجسام الصغيرة أسطوانية الشكل، وكانت محفورة بأدوات معدنية. تم النحت بطريقة يمكن من خلالها دحرجة الأختام على الطين لترك انطباع. عثر على انطباعات ختم الطين المكسور بين نفس طبقات الحطام في مستوى إينا الرابع حيث عثر على ألواح الكتابة الطينية المبكرة.:14  على الرغم من أن العديد من الأختام الأسطوانية المستردة والمستخدمة في صنع مثل هذه الطبعات مصنوعة من الحجر، إلا أن هناك أيضًا أدلة على أن شعب أوروك استخدم المعدن بدل بتومين والصدف والطين لإنشاء أختام أسطوانية.:209 إن استخدام الأختام الحجرية كتوقيعات يعني وجود نظام إداري معقد في أوروك القديمة.:54 تنوعت الموضوعات المصورة على الختم من الملوك والماشية إلى الموضوعات الدينية مثل رموز الآلهة.

## الفخار

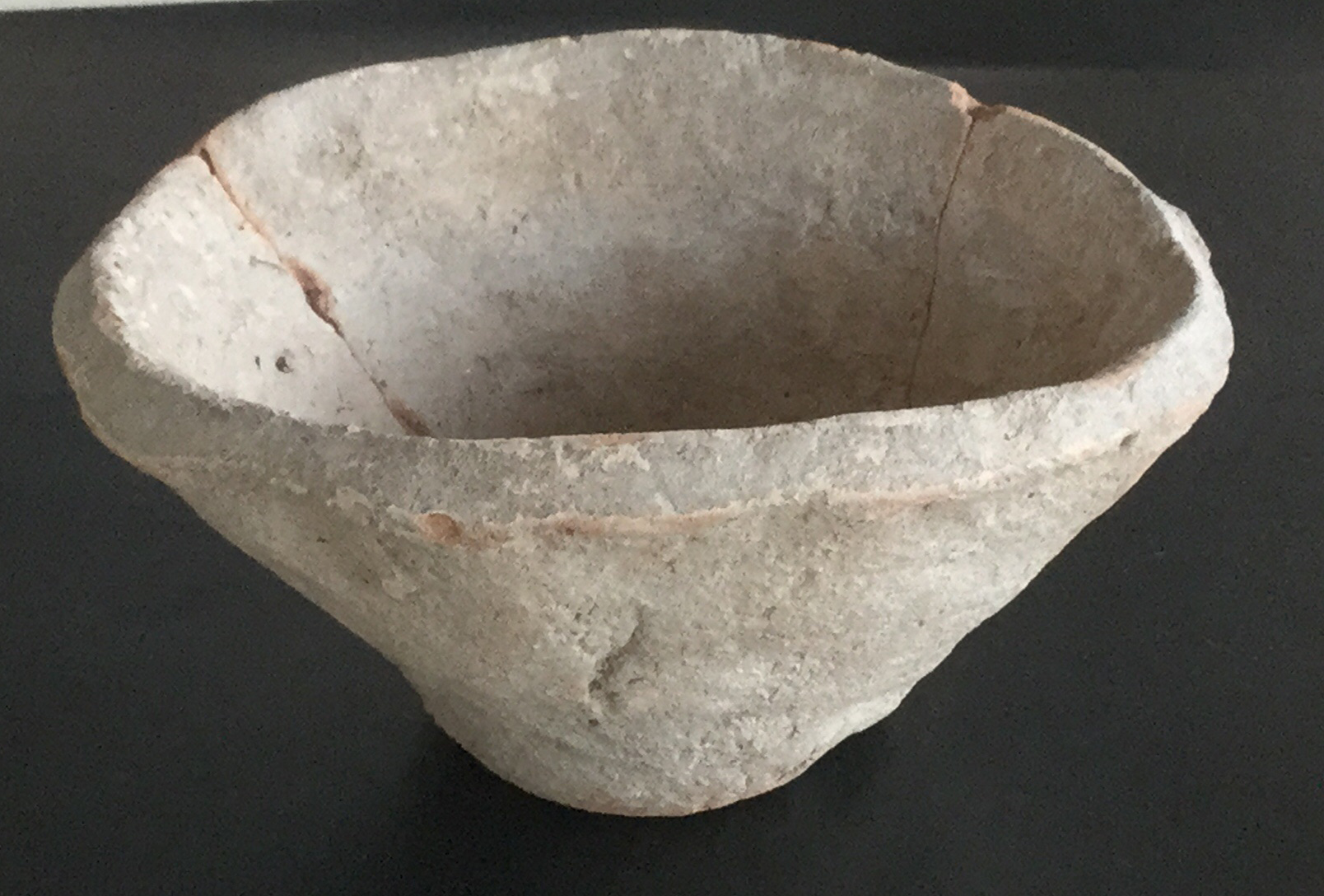
Beveled-rim bowl, c. 3400-3200 BCE

يشتمل الفخار الموجود في أوروك على قطع مصنوعة من عجلات ومصنوعة يدويًا ومقولبة. تخصص الخزافون في أوروك في صناعة الأوعية الوظيفية ذات الإنتاج الضخم. تم تقديم عجلة الفخار السريعة خلال الجزء الأخير من فترة أوروك، مما جعل إنتاج الفخار على نطاق واسع أسرع وأسهل مع شعور أكبر بالتوحيد القياسي. عثر على الآلاف من الأوعية ذات الحواف المشطوفة في الموقع، ويُعتقد أنها كانت تستخدم لقياس حصص الإعاشة للعائلات أو العمال المعالين.:5 ابتكار آخر في صناعة الفخار اخترعه واستخدمه الخزافون في أوروك وهو مكشطة الحلقات الخزفية. مع بدء تصدير السيراميك، أصبح وزن السفينة الكبيرة مشكلة عند السفر كتاجر. سمحت المكشطة الحلقية بكشط المواد الزائدة وغير الضرورية من السفينة قبل إطلاق النار، مما جعل القطعة أخف بكثير وأسهل في حملها عبر المدينة أو عبر الصحراء. وبسبب قدرة الفنانين على صنع الفخار على نطاق واسع، يمكن توزيع فخار أوروك إلى أجزاء أخرى مما يعرف الآن بالعراق الحديث. أظهرت الدراسات أن فخار أوروك يبدو أكثر شعبية في شمال العراق منه في جنوب العراق.

## الكتابة
عثر علماء الآثار على ما يعتبر أقدم النصوص المكتوبة في أوروك.:56  منذ بداية أعمال التنقيب في أوروك في أوائل القرن العشرين، عثر علماء الآثار على ألواح طينية تحمل علامات تصويرية تم التعرف عليها على أنها مقدمة للكتابة المسمارية.:11 رسم هذا المسماري الأولي على الطين باستخدام أداة مدببة وانطباعات دائرية إضافية ترمز إلى الأرقام. يرجع تاريخها إلى حوالي 3200 قبل الميلاد، وقد عثر على هذه الألواح الأقدم بين المواد المهملة في الحفر في مستوى إينا الرابع، ومن المرجح أنها استخدمت لإغلاق الحاويات والأبواب.:13 و عثر على ما يقرب من 4000 لوح وقطعة من الطين من هذا المستوى.

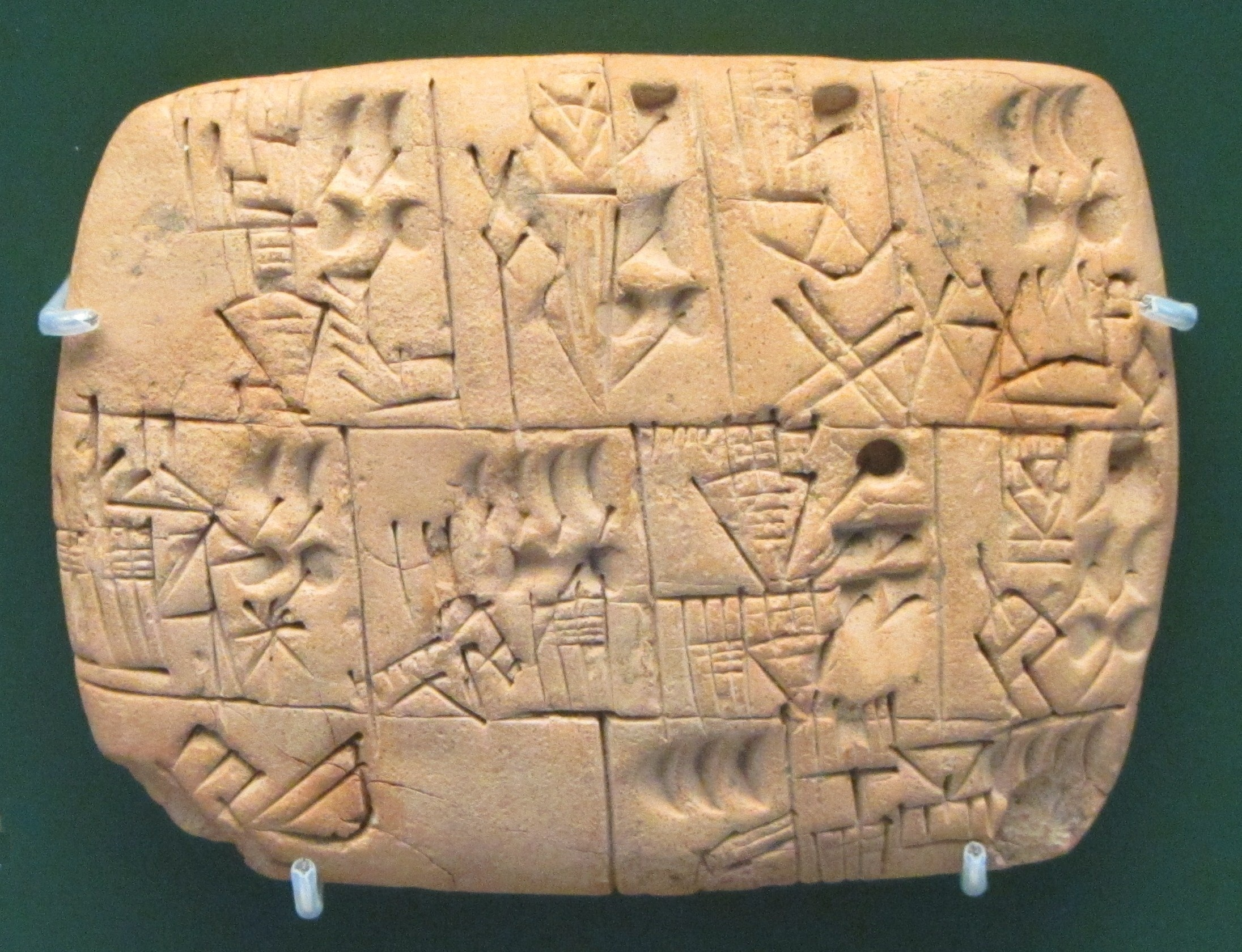
Early writing tablet, c. 3100-3000 BCE

معظم هذه الألواح سجلت المعاملات الاقتصادية والنصوص الإدارية مثل تبادل السلع وتخصيص حصص الإعاشة للعمال،:56 وبعضها يسجل عدد الماشية المولودة في قطيع معين، وكذلك كمية الماشية، مثل الأغنام و الكباش، التي كان من الممكن تخصيصها لأصحابها الأفراد. يقدم أحد النصوص المكتوبة دليلاً على التقسيم الطبقي الاجتماعي للمدينة، حيث يُدرج 120 مسؤولًا بما في ذلك زعيم المدينة بالإضافة إلى أولئك الذين قادوا القانون والمحراث والحملان. يوفر هذا النص نفسه أيضًا مصطلحات خاصة للكهنة والحدادين والخزافين. وبحلول الألفية الثالثة قبل الميلاد، بدأت أنواع أخرى من الكتابة، بما في ذلك الشعر والرياضيات والعلوم، في الظهور.:56

## فن العمارة
أكبر الآثار المتبقية في أوروك هي هياكل المعبد القريبة من وسط المدينة. وتبلغ مساحة الآثار حوالي 6 كيلومترات مربعة، وهي محاطة بسور المدينة. اتبعت هندسة معبد أوروك خطط البناء الخاصة بثقافة العبيد السابقة. تم إنشاء الهياكل على مخططات ثلاثية مع قاعة مركزية وغرف أصغر على كلا الجانبين.:425  ومن أشهر أمثلة معابد أوروك هو المعبد الأبيض، الذي سمي بهذا الاسم نسبة إلى الجبس الأبيض الذي كان يغطيه. تم بناء المعبد الأبيض المخصص للإله آنو على منصة يبلغ ارتفاعها 13 مترًا. هذا النمط هو سابق لتشكيلات الزقورة التي جاءت لاحقًا في تاريخ بلاد ما بين النهرين. على عكس المعابد اللاحقة، يفتقر المعبد الأبيض إلى مكان مركزي.:14
هناك أدلة على وجود مباني في أوروك تستخدم لأغراض العبادة والتي كانت غنية بالزخارف وتحتوي على مذابح لعبادة الآلهة المختلفة. على سبيل المثال، داخل المعبد C في منطقة إيانا، اكتشفت أعمدة تحتوي على ألواح فسيفساء مخروطية بواسطة الحفارات.:127 لإنشاء هذه الألواح، التي يرجع تاريخها إلى حوالي 3300-3000 قبل الميلاد، رتبت مخاريط يبلغ طولها 10 سنتيمترات من الطين المخبوز أو الجبس وضغطها على الجص الرطب ورسمها لإنشاء أنماط الماس والمثلث والمتعرج.:19